# Loài bị đe dọa
Các loài bị đe dọa (Threatened species) là bất kỳ loài sinh vật nào (bao gồm động vật, thực vật, nấm, vi sinh vật v.v.) dễ bị đe dọa (rơi vào tình trạng nguy cấp) trong tương lai gần. Các loài đang bị đe dọa đôi khi được đặc trưng bởi chỉ số biến động của của quần thể (population dynamics measure) về mức độ phụ thuộc tới hạn (critical depensation), một thước đo toán học về sinh khối liên quan đến tốc độ gia tăng số lượng (tăng dân số). Chỉ số định lượng này là một phương pháp đánh giá mức độ nguy hiểm. Hiện nay, Liên minh Bảo tồn Thiên nhiên Quốc tế (IUCN) là cơ quan có thẩm quyền quan trọng nhất đối với việc xác định, công nhận các loài bị đe dọa và họ coi các loài bị đe dọa không phải chỉ là một loại duy nhất, mà là một nhóm gồm ba loại hình, tùy thuộc vào mức độ chúng bị đe dọa gồm:
- Các loài sắp nguy cấp (Vulnerable species-VU)
- Những loài có nguy có bị tuyệt chủng hay còn gọi là loài nguy cấp (Endangered species-EN)
- Các loài cực kỳ nguy cấp hay loài rất nguy cấp (Critically Endangered-CR)

Các loại ít bị đe dọa gần như bị đe dọa, ít được quan tâm nhất và loại phụ thuộc vào bảo tồn không còn được ấn định nữa. Các loài chưa được đánh giá (NE), hoặc không có đủ dữ liệu (thiếu dữ liệu) cũng không được IUCN coi là "bị đe dọa". Mặc dù thuật ngữ "bị đe dọa" và "dễ bị tổn thương" có thể được sử dụng thay thế cho nhau khi thảo luận về phân loại theo Tình trạng bảo tồn của IUCN, thuật ngữ bị đe dọa thường được sử dụng để chỉ ba loại (cực kỳ nguy cấp, nguy cấp và dễ bị tổn thương), trong khi thuật ngữ dễ bị tổn thương được sử dụng để chỉ mức độ ít rủi ro nhất trong ba loại đó.
Tuy nhiên, chúng có thể được sử dụng thay thế cho nhau trong hầu hết các bối cảnh, vì tất cả các loài dễ bị tổn thương đều là loài bị đe dọa (loài dễ bị tổn thương là một loại loài bị đe dọa) và theo định nghĩa, các danh mục loài có nguy cơ bị đe dọa cao hơn (cụ thể là nguy cấp và cực kỳ nguy cấp) cũng phải được coi là loài dễ bị tổn thương, tất cả các loài bị đe dọa cũng có thể được coi là dễ bị tổn thương. Các loài bị đe dọa cũng được coi là loài nằm trong danh sách đỏ, vì chúng được liệt kê trong Sách đỏ của IUCN về các loài bị đe dọa. Các loài phụ (phân loài), quần thể và trữ lượng cũng có thể được phân loại là bị đe dọa. Trong chăn nuôi còn có thuật ngữ nguy cơ suy thoái, "mai một", thất truyền để chỉ về các giống vật nuôi bị mất dần đi, không còn được bảo tồn, giữ gìn, phục tráng.

## Hệ thống
Theo Tình trạng bảo tồn
- Loài cực kỳ nguy cấp hay Loài rất nguy cấp (CR: Critically endangered) – Nguy cơ tuyệt chủng vô cùng cao trong tự nhiên
- Loài nguy cấp (EN: Endangered) – Nguy cơ tuyệt chủng cao trong tự nhiên
- Loài sắp nguy cấp (VU: Vulnerable) – Nguy cơ trở thành loài bị đe dọa tuyệt chủng
- Loài sắp bị đe dọa (NT: Near threatened) – Khả năng bị đe dọa cao trong tương lai gần
- Loài quý hiếm (có thể được chỉ định), trong chăn nuôi thì có khái niệm giống hiếm
- Ít quan tâm (LC: Least concern) – Khả năng bị đe dọa thấp nhất; không đủ điều kiện để phân loại mức độ đe dọa cao hơn
- Thiếu dữ liệu (DD: Data deficient) – Không đủ dữ liệu để đánh giá nguy cơ tuyệt chủng
- Chưa được đánh giá (NE: Not evaluated) – Chưa được đánh giá theo các tiêu chí
- Loài phổ biến/Loài không phổ biến
- Tuyệt chủng (EX: Extinct) – Không còn cá thể nào đã biết đến còn tồn tại
- Tuyệt chủng trong tự nhiên (EW: Extinct in the wild) – Không ghi nhận được cá thể nào qua các cuộc khảo sát kỹ lưỡng ở sinh cảnh đã biết và hoặc sinh cảnh dự đoán, vào những thời gian thích hợp (theo ngày, mùa năm) xuyên suốt vùng phân bố lịch sử của loài
- Tuyệt chủng về chức năng: Đáp ứng 03 dấu hiệu

Một số ví dụ như:
- 100 loài bị đe dọa nhất trên thế giới theo UCN SSC
- Danh sách các loài chim bị đe dọa cực kỳ nguy cấp
- Danh sách các loài cá mập bị đe dọa